# Singapurische Badmintonmeisterschaft 1937/38
Die Singapurische Badmintonmeisterschaft 1937/38 fand an mehreren Terminen im Jahr 1937 statt. Es war die zehnte Austragung der Badmintonmeisterschaft von Singapur. 

## Sieger und Finalisten
| Disziplin                | Gold                       | Silber                        |
| ------------------------ | -------------------------- | ----------------------------- |
| Herreneinzel             | Tan Chong Tee              | Yap Chin Tee                  |
| Dameneinzel              | Alice Pennefather          | Chionh Hiok Chor              |
| Herrendoppel             | Seah Eng Hee Tan Chong Tee | Chan Chim Bock Wong Peng Soon |
| Herreneinzel (Veteranen) | Mohd. Jaffar               | Lauw Pek Tjin                 |